# Lars Tolumnius
Lars Tolumnius, auch Tolumnus († um 428 v. Chr.), war ein König der etruskischen Stadt Veji.
Zu Zeiten des Tolumnius befanden sich das damals noch kleine Römische Reich und der nahe gelegene Stadtstaat Veji bereits seit langem in einer Fehde. Als jetzt die Fidenaten, eigentlich Verbündete Roms, abfielen und die römische Besatzung vertrieben, begann ein größerer Krieg. Auf Veranlassung des Tolumnius ermordeten die Fidenaten die römischen Gesandten in ihrer Stadt und unterwarfen sich den Vejern. Der Mord an seinen Gesandten veranlasste Rom, gegen Veji zu marschieren.
Tolumnius wurde 428 v. Chr. im Zweikampf mit dem römischen Konsul Aulus Cornelius Cossus getötet. Tolumnius’ Rüstung wurde als spolia opima dem Gott Iuppiter Feretrius geweiht. Veji und schließlich ganz Etrurien wurden im weiteren Verlauf der Kämpfe von den Römern besetzt und gingen schließlich in der römischen Republik auf.